# Werauhia leucophylla
Werauhia leucophylla là một loài thuộc chi Werauhia. Đây là loài bản địa của Costa Rica.